# Вуди Крик (Колорадо)
Вуди Крик (енгл. Woody Creek) насељено је место без административног статуса у америчкој савезној држави Колорадо.

## Демографија
По попису из 2010. године број становника је 263.
| Група             | 2000.    | 2010.       |
| Белци             | 0 (0,0%) | 223 (84,8%) |
| Афроамериканци    | 0 (0,0%) | 1 (0,4%)    |
| Азијати           | 0 (0,0%) | 3 (1,1%)    |
| Хиспаноамериканци | 0 (0,0%) | 28 (10,6%)  |
| Укупно            | 0        | 263         |